# Swinhope Burn
Der Swinhope Burn ist ein etwa 4 km langer Wasserlauf in Northumberland in England. Er entsteht nordwestlich von Allenheads aus dem Zusammenfluss von Struthers Sike, Rowantree Cleugh, Deep Cleugh und Shop Cleugh und fließt in nordöstlicher Richtung. Nordwestlich von Spartylea mündet er linksseitig in den River East Allen.